# Петров, Михаил Константинович
Михаи́л Константи́нович Петро́в (8 апреля 1923 года, Благовещенск, Амурская губерния — 11 апреля 1987 года, Ростов-на-Дону) — советский философ

, теоретик науки, культуролог, историк.

## Биография
Родился в семье партийного работника, служившего начальником отдела народного образования Уссурийской железной дороги. В раннем детстве потерял отца.
В 1940 году поступил в Ленинградский кораблестроительный институт. С началом Великой Отечественный войны — в действующей армии, разведчик. В 1944 году был откомандирован с фронта на учёбу в Военный институт иностранных языков, который с отличием окончил в 1949 году, затем работал преподавателем в том же институте. С 1952 года начальник кафедры иностранных языков Ростовского артиллерийского училища. В 1956 году демобилизован с общим сокращением армии. В том же году поступил в аспирантуру Института философии АН СССР. Ко времени окончания аспирантуры в 1959 году его кандидатская диссертация «Проблемы детерминизма в древнегреческой философии классического периода» была подготовлена, однако защита не состоялась по причине принципиальных расхождений с научным руководителем чл.-корр. АН СССР М. А. Дынником.
По окончании аспирантуры в 1960 году избирается по конкурсу заведующим кафедрой иностранных языков Ейского высшего военного авиационного училища лётчиков (ЕВВАУЛ).
В 1959 М. К. Петров написал публицистическую повесть «Экзамен не состоялся» и в июне 1960 года отправил её в ЦК КПСС на имя Н. С. Хрущёва с сопроводительным письмом. Несмотря на то, что была оттепель, его исключили из партии и уволили с должности.
С 1962 работал преподавателем кафедры иностранных языков Ростовского государственного университета. В 1967 году защитил кандидатскую диссертацию «Философские проблемы науки о науке». С того же года перешёл работать преподавателем на кафедру философии. В 1969 Петров опубликовал статью «Предмет и цели изучения истории философии», которая вызвала идеологические обвинения в его адрес. В итоге в 1970 году был отстранен от преподавания в вузе (уволен по решению парткома).
С 1970 и почти до смерти Михаил Константинович работал в Северо-Кавказском научном центре высшей школы. При этом был почти полностью лишён возможности публиковать свои работы. Основные его работы увидели свет только после распада Советского Союза (см. ниже список трудов).

## Предмет исследований
Михаила Константиновича интересовал вопрос преемственности знаний, накопленных человечеством в области культуры, науки, образования, языка, философии. Также изучал и анализировал древнегреческую цивилизацию.
Петров различал типы культур по способам социального наследования и по способу сохранения социальной преемственности. Набор социальных форм деятельности, существующих в обществе и необходимых для его существования, значительно превышает возможности (ментальную вместимость, по Петрову) отдельного индивида. Необходима фрагментация.
Так логически последовательно Петров подводит к понятию социокода, рассчитанного на множество поколений. Социокод использует знак, а именно его способность фиксировать и неопределённо долго хранить значение. Понятие социокода позволяет различать:
1. фрагментированный массив знания
2. расчлененный на интерьеры мир деятельности,
3. институты общения.

Для функционирования социокода необходимы такие виды общения, как: коммуникация, трансляция и трансмутация.

## Основные работы
Книги
- Социология науки. Ростов н/Д, 1968.
- Язык. Знак. Культура. — М.: Наука, 1991. — 328 с. — ISBN 5-02-016733-9.
- Самосознание и научное творчество. — Ростов н/Д.: Изд. РГУ, 1992. — 272 с.
- Социо-культурные основания развития современной науки. — М.: Наука, 1992. — 232 с.
- Искусство и наука. Пираты Эгейского моря и личность. — М.: РОССПЭН, 1995. — 140 с. — ISBN 5-86004-031-8.
- Историко-философские исследования. — М.: РОССПЭН, 1996. — 512 с. — ISBN 5-86004-078-4.
- Античная культура. — М.: РОССПЭН, 1997. — 352 с.
- История европейской культурной традиции и её проблемы. — М.: РОССПЭН, 2004. — 775 с.
- Философские проблемы «науки о науке». Предмет социологии науки. — М.: РОССПЭН, 2006. — 221 с.
- Регион как объект системного исследования. — Ростов н/Д.: Изд. СКНЦ ВШ, 2005. — 200 с.
- Системный подход к организации регионального научного центра. — Ростов н/Д.: Изд. СКНЦ ВШ, 2009. — 223 с.
- Проблемы детерминизма в древнегреческой философии классического периода. Ростов н/Д.: Изд. ЮФУ, 2015.
- История Институтов Науки. — Ростов н/Д.: Изд. Южного федерального университета, 2017. — 404 с. — ISBN 978-5-9275-2324-5.

Статьи
- Язык и категориальные структуры // Науковедение и история культуры. — Ростов н/Д.: Изд-во Рост. ун-та, 1973. — С. 58-82.
- Пентеконтера. В первом классе европейской школы мысли // Вопросы истории естествознания и техники. — 1987. — № 3. — С. 100—109.
- Научное творчество как социальный феномен // Научная мысль Кавказа. — 2007. — № 3.
- Методологические проблемы культуроведения // Научная мысль Кавказа. — 2007. — № 4. — С. 25-35.
- Образы науки и ученого в общественном сознании // Epistemology & Philosophy of Science. — 2007.
- Методологическая эволюция Р. К. Мертона Архивная копия от 27 марта 2020 на Wayback Machine // Социология науки и технологий. — 2010.
- Личное и безличное в научной деятельности Архивная копия от 4 февраля 2020 на Wayback Machine // Социология науки и технологий. — 2011.
- Постулаты человекоразмерности, теоретическая интерпретация истории и информационное значение источника Архивная копия от 19 февраля 2014 на Wayback Machine // Социология науки и технологий. — 2011.
- Время как чистая форма чувственного созерцания, единство апперцепции и человекоразмерная характеристика истории научного познания Архивная копия от 22 марта 2020 на Wayback Machine // Социология науки и технологий. — 2012.
- Системный подход и человекоразмерность теоретического мышления Архивная копия от 10 декабря 2013 на Wayback Machine // Социология науки и технологий. — 2012.
- Коммуникативно-дисциплинарные аспекты интеграции научного знания Архивная копия от 27 июля 2014 на Wayback Machine // Социология науки и технологий. — 2013.
- Механизмы развития науки и первая географическая экспансия человечества Архивная копия от 19 февраля 2014 на Wayback Machine // Социология науки и технологий. — 2013.
- Учение Гераклита о слове // Научная мысль Кавказа. — 2013. — № 3.
- Возможности системного подхода в науковедческих исследованиях // Социология науки и технологий. — 2014.
- Проблема ценностно-психологической совместимости в гипотезе Мертона о становлении опытной науки // Социология науки и технологий. — 2014.
- Миграционная способность и научная публикация // Социология науки и технологий. — 2015.

Переводы
- Наука о науке. Сб. статей / Пер. с англ. М. К. Петрова. — М.: Прогресс, 1966. — 422 с.
- Кэрролл Л. Алиса в стране чудес. [пер. с англ. М. К. Петров]. — Ростов-на-Дону — Таганрог: Изд. Южного федерального университета, 2018. — 128 с. — ISBN 978-5-9275-2830-1.